# 宮城県松島高等学校
宮城県松島高等学校（みやぎけん まつしまこうとうがっこう）は、宮城県宮城郡松島町高城字迎山にある県立高等学校。通称は「松高」（まつこう）。

## 概要
- 設置学科　全日制課程　
  - 普通科
  - 観光科

## 沿革
- 1948年 - 宮城県塩釜高等学校定時制課程（普通科）松島分校の開設（松島中学校内に設置）。
- 1949年 - 松島第一小学校迎山校舎に移転。
- 1950年 - 家庭科設置。
- 1953年 - 迎山校舎を修築・整備の上専用校舎に。
- 1957年 - 宮城県松島高等学校設立が認可され開校。
- 1963年 - 全日制課程設立認可（女子）、定時制課程家庭科の生徒募集停止。
- 1978年 - 定時制課程の生徒募集停止（1982年定時制課程廃止）。
- 1983年 - 男子生徒募集開始。
- 1998年 - 創立50周年記念式典を挙行。
- 2014年 - 観光科設置

## 部活動
- 運動部
  - 野球、サッカー、男子卓球、女子卓球、ソフトボール、男子バレー、女子バレー、男子バスケット、女子バスケット、男子バドミントン、女子バドミントン、陸上、ソフトテニス、女子硬式テニス、剣道、弓道、柔道
- 文化部
  - 美術部、パソコン部、料理部、茶道部、演劇部、吹奏楽部、写真部、書道部、イラストレーション部、ボランティア部、ダンス部、軽音楽愛好会

## 周辺
- 国土交通省北上川下流河川事務所
- 松島町営住宅

## アクセス
- 松島町営バスで、「西柳」停留所下車後、徒歩約250m・約4分。
- JR東日本
  - 東北本線
    - 愛宕駅より、
      - 出口1（下り線(小牛田・一関・盛岡方面)）から、徒歩約1.3km弱・約19分。
      - 出口2（上り線(仙台・白石・福島方面)）から、徒歩約1.2km強・約19分。

    - 松島駅から、徒歩約1.8km強・約27分。

  - 仙石線・仙石東北ライン高城町駅から、徒歩約1.1km・約17分。